# Maxmuelleria aulacoferum
Maxmuelleria aulacoferum är en djurart som tillhör fylumet skedmaskar, och som först beskrevs av Hérubel 1924.  Maxmuelleria aulacoferum ingår i släktet Maxmuelleria och familjen Bonelliidae. Inga underarter finns listade i Catalogue of Life.